# Отрицательное дифференциальное сопротивление
|  |
|  |

Если через отдельные элементы или узлы электрической цепи протекает ток I, и при увеличении тока I уменьшается напряжение V на этих элементах, то сопротивление R таких элементов называют отрица́тельным дифференциа́льным.
dV/dI = R < 0.
Характер изменения I(V) можно наблюдать на вольт-амперной характеристике (ВАХ) (см. рисунок). C точки зрения радиотехники такие элементы являются активными, позволяют преобразовать энергию источника питания в незатухающие колебания, могут использоваться в схемах переключения.
В общем случае отрицательное внутреннее сопротивление является функцией напряжения (тока) и частоты ω, то есть понятие отрицательного дифференциального сопротивления сохраняет смысл для соответствующих компонент разложения в ряд Фурье:
{\displaystyle R(\omega )=dV(\omega )/dI(\omega ).}
Понятие отрицательного дифференциального сопротивления используют при рассмотрении устойчивости различных радиотехнических цепей. Такое сопротивление может компенсировать некоторую часть потерь в электрической цепи, если его абсолютная величина меньше активного сопротивления; в противоположном случае состояние становится неустойчивым, возможен переход в другое состояние (состояние устойчивого равновесия) (переключение) или возникновение колебаний (генерация). В однородном образце полупроводника в области существования отрицательного дифференциального сопротивления неустойчивость может приводить к разбиению образца на участки сильного и слабого поля (доменная неустойчивость) для характеристики N-типа или шунтированию тока по сечению образца для характеристики S-типа. Типы названы так по форме графика ВАХ, напоминающей буквы N и S.
Элемент цепи с отрицательным сопротивлением называют негатроном. Такие элементы могут иметь различную физическую реализацию.

## Примеры элементов с отрицательным дифференциальным сопротивлением
- Электронно-дырочный переход в вырожденных полупроводниках (туннельный диод) имеет вольтамперную характеристику N-типа. Включение его в цепь приводит к возникновению в цепи неустойчивости и генерации колебаний. Амплитуда и частотный спектр колебаний определяются параметрами внешней цепи и нелинейностью вольт-амперной характеристики с отрицательным дифференциальным сопротивлением. Наличие такого участка позволяет использовать туннельный диод в качестве быстродействующего переключателя.

- Полупроводники типа GaAs или InP в сильных электрических полях позволяют реализовать характеристику N-типа в объёме материала за счёт зависимости подвижности электронов от напряжённости электрического поля (эффект Ганна). В сильном электрическом поле образец становится неустойчивым, переходит в резко неоднородное состояние — разбивается на области (домены) слабого и сильного поля. Рождение домена (на катоде), его движение по образцу и исчезновение (на аноде) сопровождаются колебаниями тока во внешней цепи, частота которых в простейшем случае определяется длиной образца L и скоростью v дрейфа электронов в поле (ω ~ v/L) и может достигать ~ 100 ГГц.

- В транзисторных и ламповых генераторах электромагнитных колебаний транзистор (лампа) вместе с цепью положительной обратной связи (и источником питания) играет роль отрицательного дифференциального сопротивления, соединённого последовательно с сопротивлением контура, что эквивалентно поступлению энергии в контур. Если абсолютная величина действующего отрицательного внутреннего сопротивления превышает активные потери, происходит самовозбуждение генератора; стационарные колебания соответствуют состоянию, когда активные потери полностью компенсируются за счёт отрицательного внутреннего сопротивления.

- Газоразрядная лампа имеет отрицательное дифференциальное сопротивление. После зажигания лампы протекающий в ней ток многократно возрастает. Если ток не ограничить, лампа выйдет из строя.